# Brænde Å
Brænde Å er en  28 km lang  å der løber i Middelfart- og Assens Kommuner. Den  er det længste vandløb  på vestfyn, og har sit udspring ved Tommerup Stationsby og løber mod nordvest. Lige øst for Aarup  får den tilløb fra Ladegårdså  fra sydvest, og den fortsætter mod vest nord om Aarup. Mellem  Aarup og Håre løber den i en op til 20 m dyb  slugt og løber også tæt forbi Klakkebjerg, hvor der er flotte udsigtspunkter. På en strækning af 9 km har åen et fald på omkring 40 meter gennem et varieret terræn med enge og rigkær. Ved   Brende Mølle har der været vandmølle siden 1500-tallet;  Mølledriften er nu nedlagt, men møllebygningerne er bevaret og restaureret, og i 1990 blev der anlagt  fisketrappe og en faunapassage samt stianlæg på stedet.
Åen fortsætter mod sydvest og løber ud i Lillebælt  gennem Sønderby Vig.  Området omkring udløbet er er en del af Natura 2000-område nr. 112 Lillebælt og  fuglebeskyttelsesområde F47.